# Noemiracles
Noemiracles – trzyniecki zespół muzyczny, tworzący w trzech językach – polskim, czeskim i angielskim. Charakteryzuje go zróżnicowany styl muzyki: alternatywny pop, britpop, pop rock, funk, soul i jazz. Zespół powstał wiosną w 2012 roku.

## Historia
Noemiracles byli pierwotnie grupką muzyków złożoną dla jednego koncertu. W 2012 roku poproszono wokalistkę Noemi Bocek, by zaśpiewała na Święcie Trzech Braci w Czeskim Cieszynie. Noemi nie miała zespołu muzycznego, z którym mogłaby wystąpić, dlatego poprosiła o pomoc Filipa Macurę, który zaangażował w projekt Tomasza Wałacha, Filipa Kaszturę i Samuela Bocka. Po kilku wspólnych próbach muzycy postanowili kontynuować współpracę. W 2014 roku Noemiracles wydali debiutancką płytę „Ponad wszystko”, nagrywaną w Wiśle, w studiu DR, w warszawskim studiu Pawła Zareckiego i bielsko-bialskim studiu Piotra Kominka.
Zespół wziął udział w kilku konkursach muzycznych. W 2015 roku Noemiracles wygrali czeską całorepublikową iRampę, a kilka miesięcy później uplasowali się na 3. miejscu w konkursie Skutečná liga i zyskali wyróżnienie „Zpěvačka roku” (Piosenkarka roku), pomimo tego, że dotychczas w ich twórczości nie pojawił się język czeski. Sukcesy na czeskiej scenie skłoniły Noemi do pisania piosenek także w tym języku. Noemiracles wzięli udział również w konkursie zagranicznym – w 2017 roku w polonijnym Festiwalu Polskiej Piosenki w Opolu zajęli 3. miejsce. Rok później została wydana kolejna płyta zespołu, „Návrat”, tym razem czeska.
W ciągu lat nieco zmienił się skład zespołu. W 2021 roku grają z Noemi Bocek w Noemiracles Filip Macura i Samuel Bocek ze składu początkowego, oraz basista Mateusz Fajkus.

## Muzycy

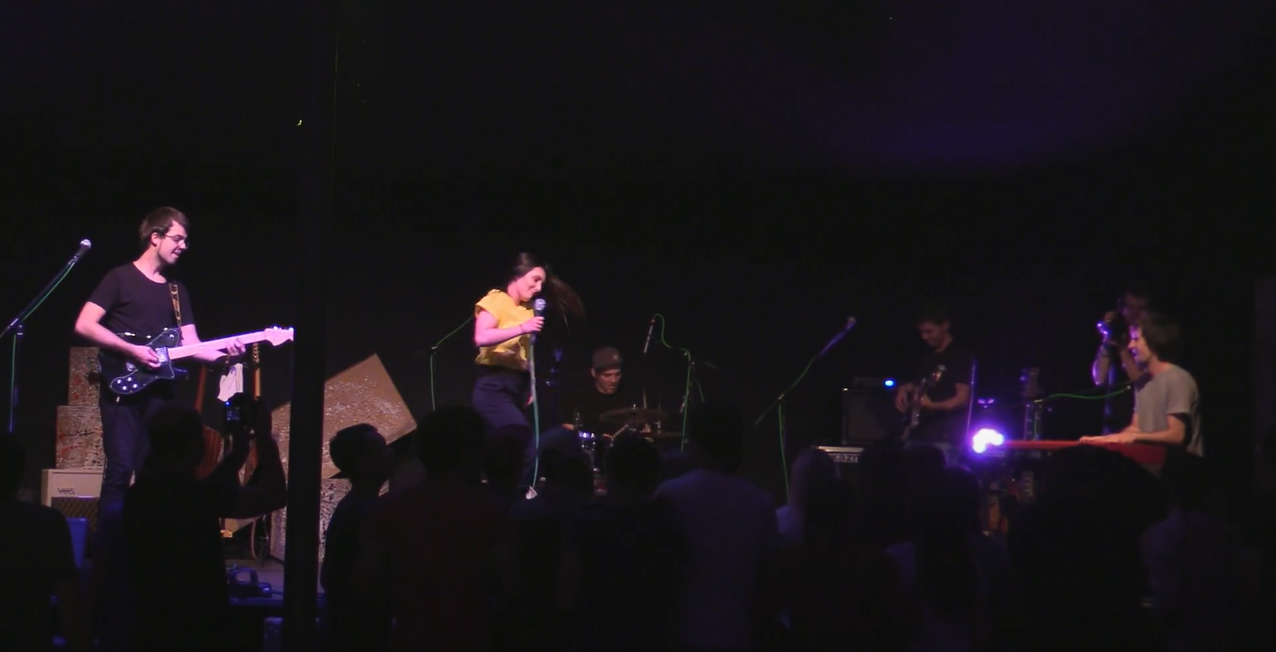
Noemiracles, X-Camp 2018; od lewej: Tomasz Wałach, Noemi Macura, Samuel Bocek, Mateusz Fajkus i Filip Macura

- Noemi Bocek – wokal;
- Filip Macura – klawisze;
- Mateusz Fajkus – gitara basowa;
- Samuel Bocek – perkusja[15].

### Byli członkowie
- Tomasz Wałach – wokal, gitara;
- Filip Kasztura – gitara basowa[5].

## Dyskografia

### Płyty
„Ponad wszystko” – debiutancka płyta powstała w 2014 roku, w jej skład weszły utwory w językach polskim i angielskim.
| Nr  | Tytuł utworu          | Długość |
| --- | --------------------- | ------- |
| 1.  | „Nowy dzień”          | 3:13    |
| 2.  | „Wszystko w nas”      | 3:33    |
| 3.  | „Serca rytm”          | 4:32    |
| 4.  | „Przytulić się chcę”  | 4:12    |
| 5.  | „Czas na zmianę”      | 3:38    |
| 6.  | „Home”                | 3:46    |
| 7.  | „Kołysanka”           | 6:51    |
| 8.  | „Jesteś częścią mnie” | 6:06    |
| 9.  | „I've come to you”    | 5:20    |
| 10. | „Zaczekam”            | 5:02    |
| 11. | „O krok bliżej”       | 4:26    |
| 12. | „It's cold outside”   | 2:45    |
| 13. | „Gdzie ten raj”       | 4:01    |
| 14. | „Tylko my”            | 6:03    |
|     |                       | 1:03:28 |

„Návrat” – kolejny album Noemiracles został wydany w 2018 roku, tym razem zawierał utwory w języku czeskim.
| Nr | Tytuł utworu                         | Długość |
| -- | ------------------------------------ | ------- |
| 1. | „Dokořán”                            | 4:05    |
| 2. | „Tříšť”                              | 3:32    |
| 3. | „Monogram”                           | 2:59    |
| 4. | „Rub a líc”                          | 3:37    |
| 5. | „Cesta domů”                         | 3:31    |
| 6. | „Vzkaz”                              | 3:18    |
| 7. | „Být blízko”                         | 3:17    |
| 8. | „Léto” (współtworzył Mirai Navrátil) | 3:45    |
| 9. | „Vítr”                               | 3:12    |
|    |                                      | 31:16   |

### Single
- Průhledná (2015)
- Inna (2015)
- Stříbrná noc (2015)
- Dokořán (2016)
- Našla jsem cíl (współtworzył DJ Maxwell, 2017)
- Odnalazłam się (współtworzył DJ Maxwell, 2017)
- Být blízko (2017)[17]